# Daniel Vacek
Daniel Vacek (* 1. April 1971 in Prag, Tschechoslowakei) ist ein ehemaliger tschechischer Tennisspieler.

## Karriere
Vacek begann im Alter von elf Jahren, durch seinen Vater ermutigt, Tennis zu spielen und besuchte die Nick Bollettieri Tennis Academy in Florida. Seine Profikarriere begann er 1990. Er konnte bereits im ersten Jahr mit seinem Doppelpartner Vojtěch Flégl drei Titel gewinnen. Nachdem er in den kommenden Jahren mehrmals den Doppelpartner gewechselt hatte und auch einige Finals bestritten hatte, gewann er von 1993 bis 1995 mit Cyril Suk fünf Doppeltitel. 1994 erreichte er sein erstes Finale als Einzelspieler beim ATP-Turnier in Kopenhagen, musste sich dort aber Jewgeni Kafelnikow mit 3:6, 5:7 geschlagen geben. Bei seinem zweiten Einzelfinale 1995 in Marseille unterlag er Boris Becker mit 7:6, 4:6, 5:7.
1996 trat er bei den Olympischen Sommerspielen in Atlanta an. Im Einzel schied er in der zweiten Runde aus, im Doppel zusammen mit Jiří Novák im Viertelfinale. Obwohl er keinen Titel gewinnen konnte, wurde 1996 das erfolgreichste Jahr seiner Einzelkarriere, indem er Platz 26 der Tennisweltrangliste erreichte. Im selben Jahr wurde Jewgeni Kafelnikow sein Doppelpartner. Mit ihm hatte Vacek seine erfolgreichste Zeit im Tennis. Zusammen gewannen sie acht Turniere, darunter zwei Siege bei den French Open 1996 und 1997 sowie ein Sieg bei den US Open 1997. Vacek stieg damit im Doppel bis auf Platz 3 der Rangliste. Bis zum Jahr 2000 hielt sich Vacek fast durchgehend in den Top 100 der Welt. Danach verschlechterten sich seine Resultate, bis er 2003 seine Karriere beendete. 
Als Einzelspieler erreichte Vacek fünf Finals, von denen er keines gewinnen konnte. Als Doppelspieler gewann er insgesamt 25 Titel bei 40 Finalteilnahmen.
Vacek spielte von 1995 bis 1999 in sieben Begegnungen für die tschechische Davis-Cup-Mannschaft, wo er eine Bilanz von 8:7 vorweisen kann.

## Nach der Karriere
Nach seiner aktiven Karriere engagierte er sich im Sportmanagement. Im Januar 2003 übernahm er drei Viertel der Anteile des tschechischen Erstligisten Baník Ostrava, die er bis 2009 hielt und dann an den Geschäftsmann Tomáš Petera weiterveräußerte.
Später kehrte er zum Tennis zurück und wurde zeitweise Kapitän der Davis-Cup-Mannschaft. Außerdem betreute er den Tschechen Tomáš Macháč.
Vacek heiratete am 3. Dezember 1998 seine Frau Renee. Das Paar hat ein Kind.

## Erfolge
| Legende                                                   |
| Grand Slam (3)                                            |
| Tennis Masters Cup                                        |
| ATP Masters Series (1)                                    |
| ATP Championship Series ATP International Series Gold (5) |
| ATP World Series ATP International Series (16)            |
| ATP Challenger Series (5)                                 |

| ATP-Titel nach Belag |
| Hartplatz (10)       |
| Sand (10)            |
| Rasen (0)            |
| Teppich (5)          |

### Einzel

#### Turniersiege

##### Challenger Tour
| Nr. | Datum             | Turnier | Belag     | Finalgegner       | Ergebnis      |
| --- | ----------------- | ------- | --------- | ----------------- | ------------- |
| 01. | 25. Oktober 1992  | Caracas | Hartplatz | Andrew Sznajder   | 7:6, 6:4      |
| 02. | 15. November 1992 | München | Teppich   | Jonas Svensson    | 3:6, 7:6, 6:4 |
| 03. | 13. Februar 1994  | Rennes  | Teppich   | Hendrik Dreekmann | 6:3, 6:4      |

#### Finalteilnahmen

##### ATP Tour
| Nr. | Datum             | Turnier    | Belag         | Finalgegner        | Ergebnis        |
| --- | ----------------- | ---------- | ------------- | ------------------ | --------------- |
| 01. | 6. März 1994      | Kopenhagen | Teppich (i)   | Jewgeni Kafelnikow | 3:6, 5:7        |
| 02. | 12. Februar 1995  | Marseille  | Teppich (i)   | Boris Becker       | 7:62, 4:6, 5:7  |
| 03. | 12. November 1995 | Moskau     | Teppich (i)   | Carl-Uwe Steeb     | 6:75, 6:3, 6:76 |
| 04. | 9. März 1997      | Rotterdam  | Teppich (i)   | Richard Krajicek   | 6:74, 6:75      |
| 05. | 3. Oktober 1999   | Toulouse   | Hartplatz (i) | Nicolas Escudé     | 5:7, 1:6        |

### Doppel

#### Turniersiege

##### ATP Tour
| Nr. | Datum              | Turnier         | Belag         | Partner            | Finalgegner                          | Ergebnis      |
| --- | ------------------ | --------------- | ------------- | ------------------ | ------------------------------------ | ------------- |
| 01. | 20. Mai 1990       | Umag            | Sand          | Vojtěch Flégl      | Andrei Tscherkassow Andrei Olchowski | 6:4, 6:4      |
| 02. | 12. August 1990    | Prag (1)        | Sand          | Vojtěch Flégl      | George Cosac Florin Segărceanu       | 5:7, 6:4, 6:3 |
| 03. | 26. August 1990    | San Marino      | Sand          | Vojtěch Flégl      | Jordi Burillo Marcos Aurelio Górriz  | 6:1, 4:6, 7:6 |
| 04. | 22. August 1993    | New Haven       | Hartplatz     | Cyril Suk          | Steve DeVries David Macpherson       | 7:5, 6:4      |
| 05. | 6. Februar 1994    | Marseille       | Teppich       | Jan Siemerink      | Martin Damm Jewgeni Kafelnikow       | 6:7, 6:4, 6:1 |
| 06. | 9. Oktober 1994    | Toulouse        | Hartplatz (i) | Menno Oosting      | Patrick McEnroe Jared Palmer         | 7:6, 6:7, 6:3 |
| 07. | 23. April 1995     | Nizza           | Sand          | Cyril Suk          | Luke Jensen David Wheaton            | 3:6, 7:6, 7:6 |
| 08. | 21. Mai 1995       | Rom             | Sand          | Cyril Suk          | Jan Apell Jonas Björkman             | 6:3, 6:4      |
| 09. | 27. August 1995    | Long Island     | Hartplatz     | Cyril Suk          | Rick Leach Scott Melville            | 5:7, 7:6, 7:6 |
| 10. | 1. Oktober 1995    | Basel (1)       | Hartplatz (i) | Cyril Suk          | Mark Keil Peter Nyborg               | 3:6, 6:3, 6:3 |
| 11. | 4. Mai 1996        | Prag (2)        | Sand          | Jewgeni Kafelnikow | Luis Lobo Javier Sánchez             | 6:3, 6:7, 6:3 |
| 12. | 9. Juni 1996       | French Open (1) | Sand          | Jewgeni Kafelnikow | Jakob Hlasek Guy Forget              | 6:3, 6:4      |
| 13. | 29. September 1996 | Basel (2)       | Hartplatz (i) | Jewgeni Kafelnikow | David Adams Menno Oosting            | 6:3, 6:4      |
| 14. | 13. Oktober 1996   | Wien (1)        | Teppich       | Jewgeni Kafelnikow | Pavel Vízner Menno Oosting           | 6:4, 7:5      |
| 15. | 13. April 1997     | Hongkong        | Hartplatz     | Martin Damm        | Karsten Braasch Jeff Tarango         | 6:3, 6:4      |
| 16. | 20. April 1997     | Tokio (1)       | Hartplatz     | Martin Damm        | Justin Gimelstob Patrick Rafter      | 2:6, 6:2, 7:6 |
| 17. | 8. Juni 1997       | French Open (2) | Sand          | Jewgeni Kafelnikow | Todd Woodbridge Mark Woodforde       | 7:6, 4:6, 6:3 |
| 18. | 13. Juli 1997      | Gstaad          | Sand          | Jewgeni Kafelnikow | Trevor Kronemann David Macpherson    | 4:6, 7:6, 6:3 |
| 19. | 7. September 1997  | US Open         | Hartplatz     | Jewgeni Kafelnikow | Jonas Björkman Nicklas Kulti         | 7:6, 6:3      |
| 20. | 18. Oktober 1998   | Wien (2)        | Teppich       | Jewgeni Kafelnikow | David Adams John-Laffnie de Jager    | 7:5, 6:3      |
| 21. | 17. Januar 1999    | Auckland        | Hartplatz     | Jeff Tarango       | Jiří Novák David Rikl                | 7:5, 7:5      |
| 22. | 14. Februar 1999   | St. Petersburg  | Teppich (i)   | Jeff Tarango       | Menno Oosting Andrei Pavel           | 3:6, 6:3, 7:5 |
| 23. | 18. April 1999     | Tokio (2)       | Hartplatz     | Jeff Tarango       | Wayne Black Brian MacPhie            | 4:3 aufgg.    |
| 24. | 14. November 1999  | Moskau          | Teppich (i)   | Justin Gimelstob   | Andrij Medwedjew Marat Safin         | 6:2, 6:1      |
| 25. | 28. April 2002     | Barcelona       | Sand          | Michael Hill       | Lucas Arnold Ker Gastón Etlis        | 6:4, 6:4      |

##### Challenger Tour
| Nr. | Datum          | Turnier | Belag | Partner          | Finalgegner                       | Ergebnis      |
| --- | -------------- | ------- | ----- | ---------------- | --------------------------------- | ------------- |
| 01. | 4. Juli 1993   | Porto   | Sand  | Menno Oosting    | Jordi Burillo Javier Sánchez      | 6:3, 7:6      |
| 02. | 1. August 1993 | Posen   | Sand  | Michiel Schapers | Cristian Brandi Federico Mordegan | 6:7, 6:4, 7:6 |

#### Finalteilnahmen
| Nr. | Datum              | Turnier        | Belag       | Partner            | Finalgegner                     | Ergebnis      |
| --- | ------------------ | -------------- | ----------- | ------------------ | ------------------------------- | ------------- |
| 01. | 11. August 1991    | Prag           | Sand        | Libor Pimek        | Vojtěch Flégl Cyril Suk         | 4:6, 2:6      |
| 02. | 13. Oktober 1991   | Berlin         | Teppich (i) | Jan Siemerink      | Petr Korda Karel Nováček        | 6:3, 5:7, 5:7 |
| 03. | 5. Januar 1992     | Wellington     | Hartplatz   | Michiel Schapers   | Jared Palmer Jonathan Stark     | 3:6, 3:6      |
| 04. | 7. März 1993       | Kopenhagen     | Teppich (i) | Martin Damm        | David Adams Andrei Olchowski    | 3:6, 6:3, 3:6 |
| 05. | 24. April 1994     | Monte Carlo    | Sand        | Jewgeni Kafelnikow | Nicklas Kulti Magnus Larsson    | 6:3, 6:7, 4:6 |
| 06. | 10. Juli 1994      | Gstaad         | Sand        | Menno Oosting      | Sergio Casal Emilio Sánchez     | 6:7, 4:6      |
| 07. | 26. Februar 1995   | Stuttgart      | Teppich (i) | Cyril Suk          | Grant Connell Patrick Galbraith | 2:6, 2:6      |
| 08. | 17. September 1995 | Bukarest       | Sand        | Cyril Suk          | Mark Keil Jeff Tarango          | 4:6, 6:7      |
| 09. | 29. Oktober 1995   | Essen          | Teppich (i) | Cyril Suk          | Jacco Eltingh Paul Haarhuis     | 5:7, 4:6      |
| 10. | 23. Juni 1996      | Halle          | Rasen       | Jewgeni Kafelnikow | Byron Black Grant Connell       | 1:6, 5:7      |
| 11. | 3. November 1996   | Paris          | Teppich (i) | Jewgeni Kafelnikow | Jacco Eltingh Paul Haarhuis     | 2:6, 4.6      |
| 12. | 30. März 1997      | St. Petersburg | Teppich (i) | David Prinosil     | Andrei Olchowski Brett Steven   | 4:6, 3:6      |
| 13. | 1. März 1998       | London         | Teppich (i) | Jewgeni Kafelnikow | Martin Damm Jim Grabb           | 4:6, 5:7      |
| 14. | 2. August 1998     | Los Angeles    | Hartplatz   | Jeff Tarango       | Patrick Rafter Sandon Stolle    | 4:6, 4:6      |
| 15. | 15. November 1998  | Moskau         | Teppich (i) | Jewgeni Kafelnikow | Jared Palmer Jeff Tarango       | 4:6, 7:6, 2:6 |